# 2. januar
2. januar er dag 2 i året, i den gregorianske kalender. Der er 363 dage tilbage af året (364 i skudår).
- Abels dag, Adam og Evas søn, der blev dræbt af sin bror Kain. I Sverige er 2. januar navnedag for landets symbol, Svea.
- Dagen er en af de uheldige i Tycho Brahes kalender.

### Begivenheder
Født - Dødsfald
- 366 - Allemannerne krydser den frosne Rhin og invaderer det romerske rige.
- 1492 - Reconquista: De Katolske monarker Ferdinand 2. af Aragonien og Isabella 1. af Kastilien erobrer Emiratet Granada, hvorefter maurernes sidste emirat på Den Iberiske halvø ophører. Emiratets indbyggere får valget mellem at konvertere til kristendommen eller at forlade området.
- 1635 - Kardinal Richelieu grundlægger Académie française. Et væsentligt formål er at sikre det franske sprogs renhed.
- 1757 - Clive af Indien indtager Calcutta fra besætteren Nawab af Bengalen. Af 146 engelske fanger overlever kun 23.
- 1788 - Georgia bliver den 4. stat i USA.
- 1808 - Ved Københavns volde indføres forlænget åbningstid af Københavns porte til kl. 24.00.
- 1810 - Hærens Dyrlægekorps oprettes. Det får senere navnet Den danske Hærs Veterinærtjeneste og nedlægges 1. september 1965.
- 1839 - Louis Daguerre, den franske fotopionér, tager de første fotografier nogensinde af månen.
- 1843 - Richard Wagners Den flyvende Hollænder har premiere i Dresden. Den bliver taget af plakaten efter fire dage.
- 1867 - Det Kongelige Danske Musikkonservatorium grundlægges.
- 1872 - Den 71-årige leder af Mormonkirken i USA, Brigham Young, arresteres og sigtes for bigami. Han har 25 koner.
- 1900 - USA's udenrigsminister John Hay proklamerer Kina for et åbent land, den såkaldte "åbne dørs politik".
- 1905 - Den russiske flåde i Port Arthur overgiver sig til Kejserriget Japan.
- 1905 - Charles Dillon Perrine opdager Jupitermånen Elara.
- 1915 - Tåregas anvendes for første gang i krig - af tyskere mod russere i Polen.
- 1942 - Under Stillehavskrigen indtager japanske tropper Filippinernes hovedstad Manilla.
- 1943 - Tyske tropper påbegynder tilbagetrækningen fra Kaukasus.
- 1945 - Én af besættelsens største enkeltsabotager finder sted, da modstandsgruppen BOPA sprænger radiofabrikken Torotor i Ordrup i luften.
- 1947 - England nationaliserer sine kulminer.
- 1959 - Verdens første vellykkede rumsonde, Luna 1, opsendes fra Sovjetunionen. Dagen regnes for starten på rumalderen.
- 1960 - Senator John F. Kennedy meddeler, at han opstiller som præsidentkandidat.
- 1965 - Fællesmarkedet nedsætter sine toldgrænser for indbyrdes samhandel med 10%. Tilsvarende sænkning foretages for industrivarer i EFTA.
- 1967 - Ronald Reagan tiltræder som guvernør i Californien.
- 1968 - Verdens første hjertetransplantation udføres.
- 1971 - 66 dør i en sammenstyrtning under en fodboldkamp mellem Glasgow Rangers og Celtic FC i Skotland.
- 1972 - Den amerikanske satellit Mariner 9 påbegynder sin kortlæggelse af planeten Mars.
- 1978 - SFs avis Minavisen udkommer under sit nye navn Socialistisk Dagblad.
- 1986 - Halleys komet kan ses på himlen. Næste gang bliver i år 2062.
- 1990 - TV 2/Lorry går i luften for første gang.
- 1991 - Sovjetisk militær besætter det største bladhus i Letlands hovedstad Riga.
- 1991 - 327 af de største Brugser i Danmark går sammen og bliver til SuperBrugsen, meddeler FDB.
- 1991 - TV 2/Øst går i luften for første gang.
- 1998 - 412 indbyggere i fire landsbyer i Souk el-Had-området i Algeriet slåes ihjel under en massakre.
- 1999 - Der udbryder voldsomme kampe i Tjetjeniens hovedstad Grosnij mellem oprørere og russiske styrker.
- 2004 - Med 22.000 km/t og 400 mio. km hjemmefra flyver den amerikanske rumsonde "Stardust" gennem kometen "Wild 2"s hale og opsamler støv, der muligvis kan give svar om livets opståen. Sonden blev opsendt i februar 1999 og returnerede til Jorden i 2006.
- 2004 - Den næsten 300 kg tunge klumpfisk, som var en af hovedattraktionerne på det nedbrændte Nordsømuseum i Hirtshals, findes død i det beskadigede kæmpeakvarium.
- 2007 - USA's tidligere præsident Gerald Ford begraves i Washington National Cathedral.
- 2008 - Prisen på olie når rekordhøje 100 US$ pr. tønde.
- 2019 - Et IC4 tog fra DSB og et godstog fra DB Cargo Scandinavia forulykker på Storebæltsbroen (lavbroen), 8 omkommer og 16 kvæstes.

### Født
- 1587 - Anders Arrebo, dansk digterpræst (død 1637).
- 1727 - James Wolfe, engelsk general (død 1759).
- 1768 - Claus Christensen, dansk officer (død 1841).
- 1783 - Christoffer Wilhelm Eckersberg, dansk maler (død 1853).
- 1869 - Carl Moltke, dansk politiker, diplomat, ambassadør og minister (død 1935).
- 1873 - Thérèse af Lisieux, fransk nonne, forfatter og helgen (død 1897).
- 1894 - Christian Grøn, dansk købmand og politiker (død 1971).
- 1895 - Grev Folke Bernadotte, svensk diplomat (død 1948).
- 1920 - Isaac Asimov, amerikansk forfatter og biokemiker (død 1992).
- 1925 - Bent Grasten, dansk manuskriptforfatter (død 2004).
- 1944 - Peter Eötvös , ungarsk pianist og dirigent (død 2024
- 1945 - Hans Edvard Nørregård-Nielsen, dansk forfatter og mag.art.
- 2024 - Stig Møller, dansk sanger og sangskriver.
- 1952 - Linda Nielsen, tidligere rektor for Københavns Universitet.
- 1956 - Maria Helleberg, dansk forfatter.
- 1956 - Peter Larsen, dansk skuespiller.
- 1962 - Adrian Lloyd Hughes, dansk journalist og tv-vært.
- 1967 - Tia Carrere, amerikansk skuespiller og model.
- 1983 - Kate Bosworth, amerikansk skuespillerinde.
- 1985 - Henrik Møllgaard, dansk håndboldspiller.
- 1995 - Antonio José, spansk sanger.

### Dødsfald
- 17 - Ovid, romersk digter (født 43 f.Kr.)
- 1512 - Svante Nilsson (Sture), svensk rigsforstander (født 1460).
- 1831 - Barthold Georg Niebuhr, danskfødt historiker og prøjsisk statsmand (født 1776).
- 1871 - Niels Kjærbølling, dansk grundlægger og forfatter (København Zoo) (født 1806).
- 1873 - C.C. Lundbye, dansk politiker og minister (født 1812).
- 1878 - Lars Bjørnbak, dansk politiker og højskoleforstander (født 1824).
- 1890 - Henrik Olrik, dansk maler og billedhugger (født 1830).
- 1932 - Emil Carlsen, dansk amerikansk maler (født 1848).
- 1940 - John Christensen, dansk maler (født 1896).
- 1942 - Frede Skaarup, dansk teaterdirektør (født 1881).
- 1960 - Fausto Coppi, italiensk cykelrytter (født 1919).
- 1969 - Julius Bomholt, dansk folketingspolitiker og minister (født 1896).
- 1977 - Erroll Garner, amerikansk jazzpianist (født 1921).
- 1993 - Nils Ufer, dansk journalist og redaktør (født 1939).
- 2000 - Nat Adderley, amerikansk musiker (født 1931).
- 2000 - Patrick O'Brian, engelsk romanforfatter (født 1914).
- 2001 - William P. Rogers, amerikansk politiker (født 1913).
- 2006 - Steen Bendix Hansen, dansk fodboldspiller (født 1953).
- 2006 - Aase Madsen, dansk skuespiller (født 1914).
- 2008 - George MacDonald Fraser, britisk forfatter (født 1925).
- 2009 - Inger Christensen, dansk forfatter (født 1935).
- 2010 - Deborah Howell, amerikansk journalist (født 1941).
- 2011 - Ernst Bruun Olsen, dansk forfatter (født 1923).
- 2011 - Pete Postlethwaite, engelsk skuespiller (født 1946).
- 2011 - Richard Winters, amerikansk officer under 2. verdenskrig (født 1918).
- 2013 - Gerda Lerner, amerikansk historiker, forfatter og lærer (født 1920).
- 2013 - Teresa Torańska, polsk jurist (født 1946).
- 2014 - Anne Dorte af Rosenborg, dansk grevinde (født 1947).
- 2018 - Thomas S. Monson, amerikansk religiøs leder (født 1927).
- 2019 - Bob Einstein, amerikansk skuespiller (født 1942).
- 2021 - Cléber Eduardo Arado, brasiliansk fodboldspiller (født 1972).
- 2021 - Nils-Ole Lund, dansk arkitekt og professor (født 1930).
- 2022 - Jens Jørgen Hansen, dansk fodboldspiller (født 1939).

|  | Denne datoartikel kan blive bedre, hvis der indsættes et (bedre) billede Du kan hjælpe ved at afsøge Wikimedia Commons for et passende billede eller uploade et godt billede til Wikimedia Commons iht. de tilladte licenser og indsætte det i artiklen. |